# Werhahnmühle

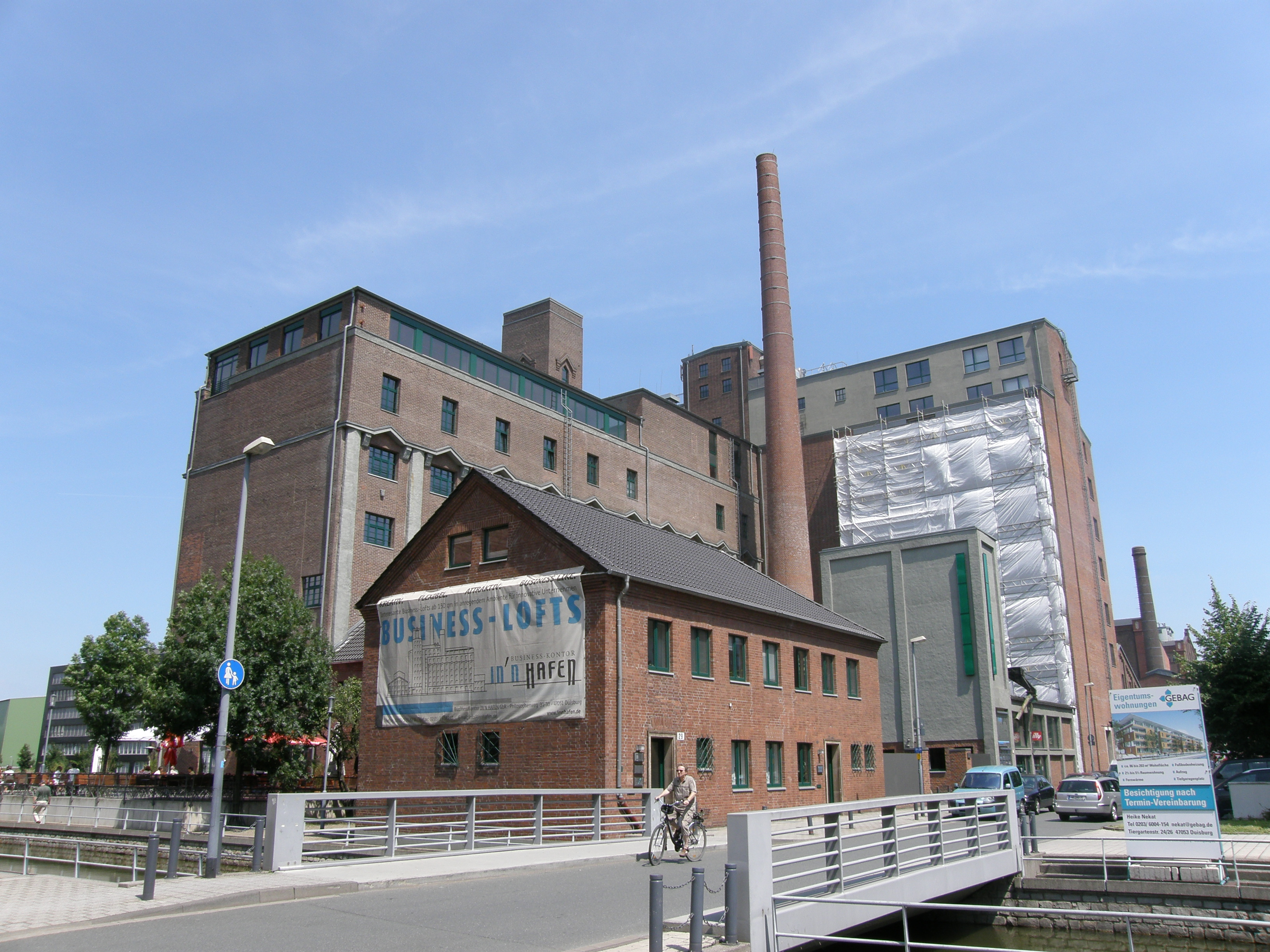
Östlicher Teil der Werhahnmühle mit Kesselhaus, Schornstein und Silos, Blick über die Speichergracht (2008)

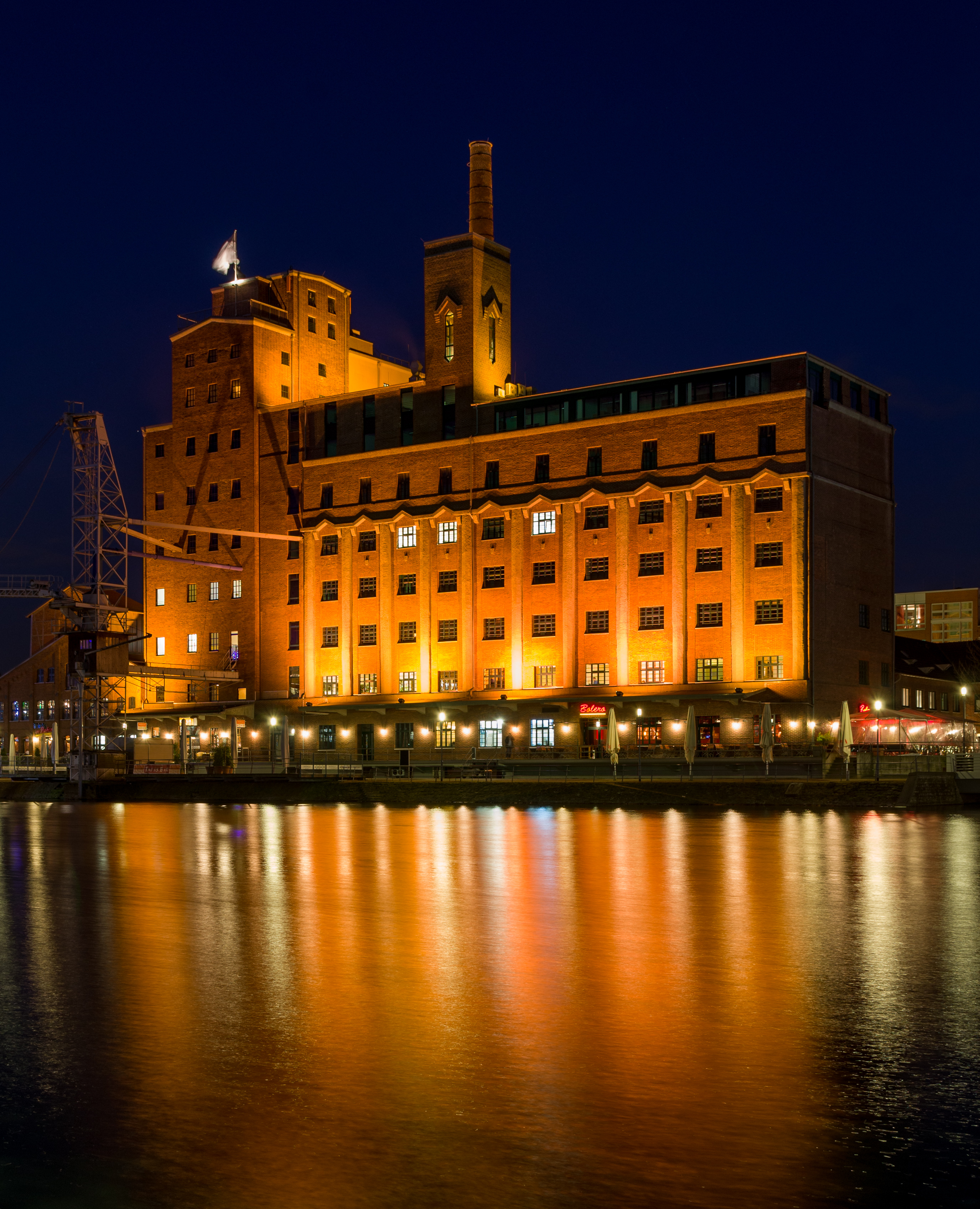
Werhahnmühle mit abendlicher Beleuchtung

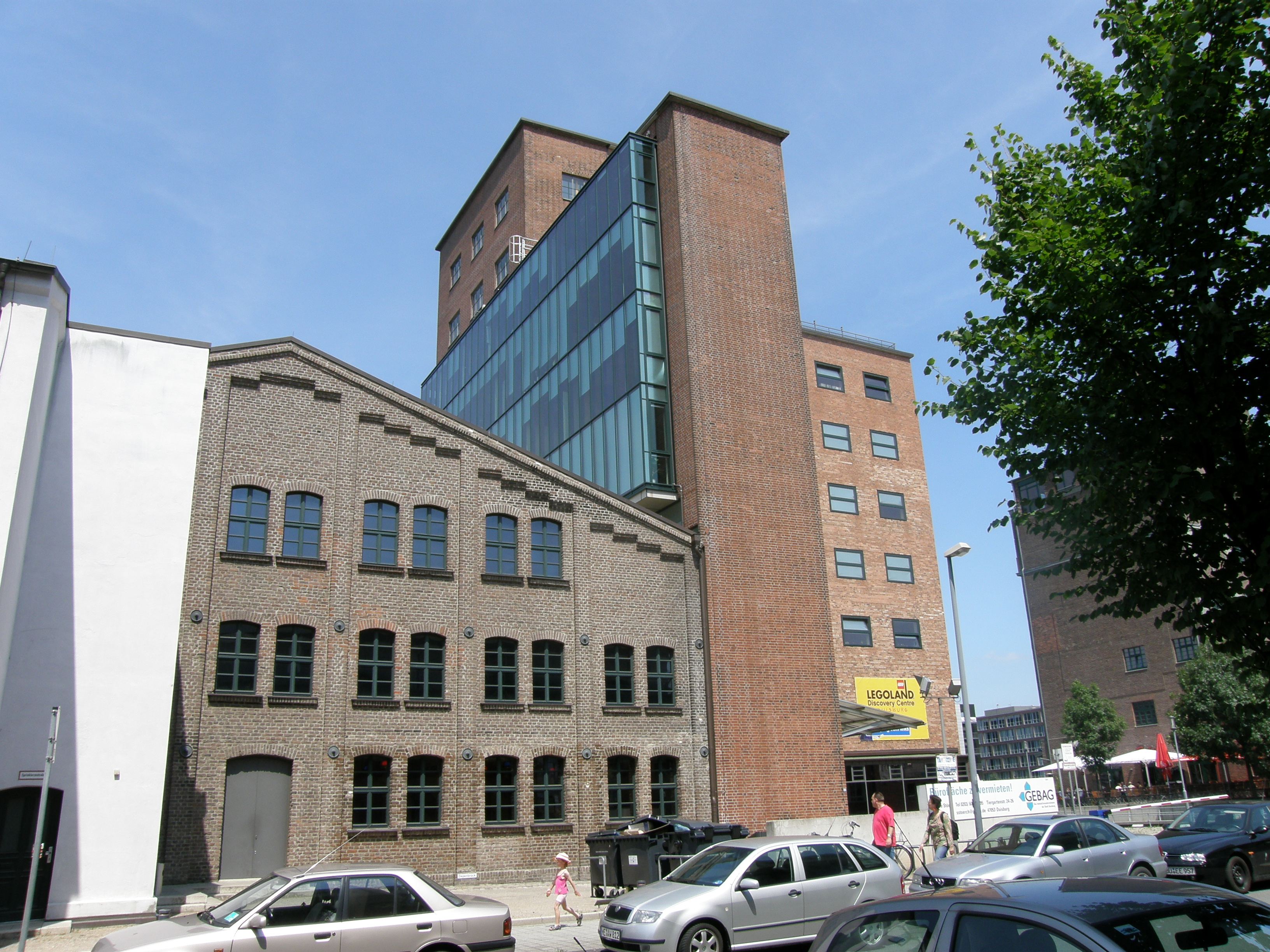
Westlicher Teil mit einer der Fassade vorgesetzten, großflächigen Fensterfront

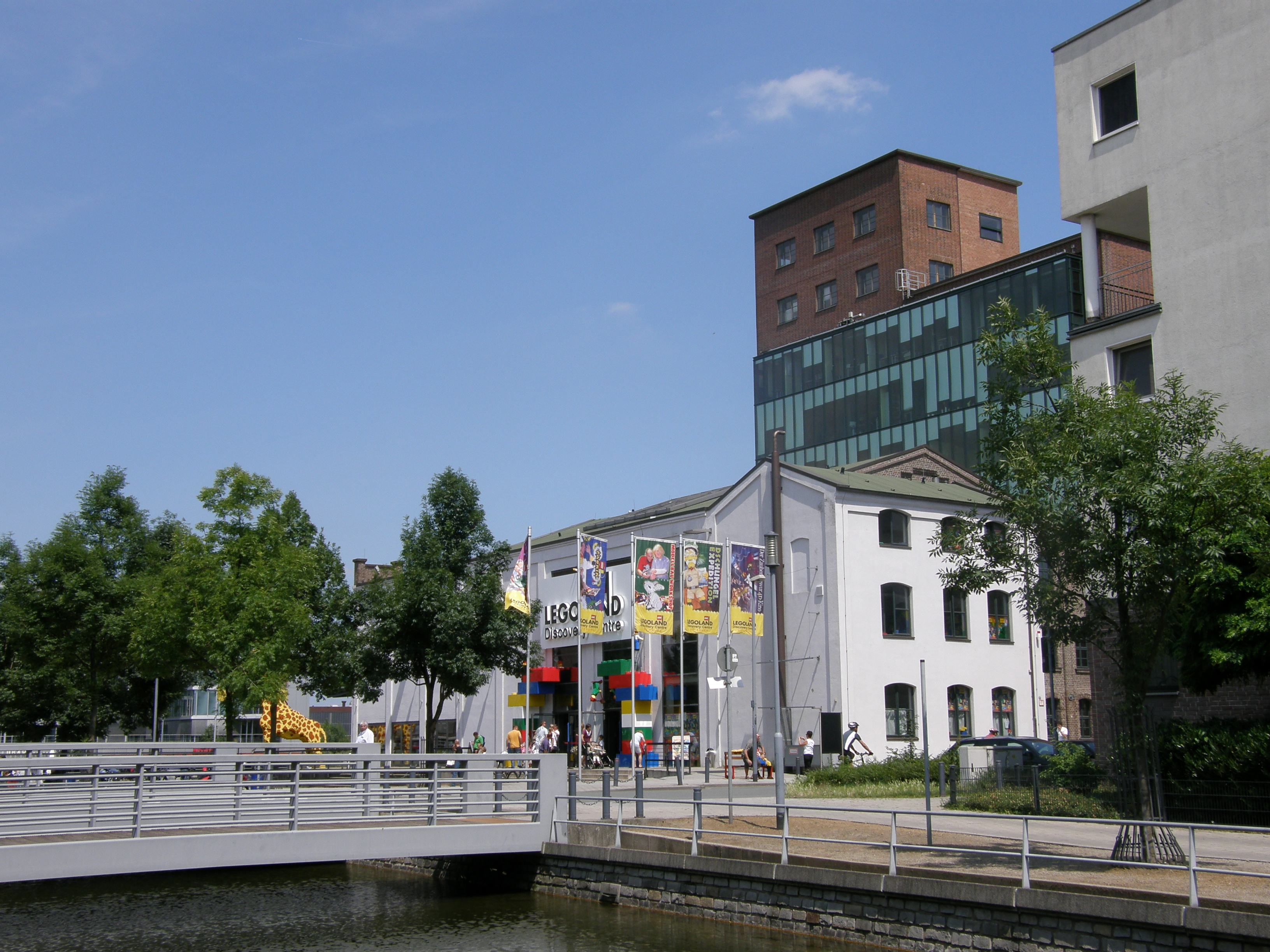
Eingang zum Legoland Discovery Centre, im Vordergrund die Hansegracht

Die Werhahnmühle in Duisburg ist ein stillgelegtes Mühlenwerk, das zum Unternehmen Rheinische Mühlenwerke Herm. & Wilh. Werhahn oHG gehörte. Der Gebäudekomplex steht am Duisburger Innenhafen und wurde zum Büro-, Museums- und Gastronomiegebäude umgenutzt.

## Geschichte
1896 errichtete Jacob Cohen das erste Mühlengebäude an dieser Stelle und gründete damit die Cohen-Mühle, die später als Rheinische Mühlenwerke firmierte. Nach seinem Tod übernahmen 1919 seine Söhne Wilhelm Cohen (damals Vorsitzender der Niederrheinischen Industrie- und Handelskammer) und Hugo Cohen (Richter am Landgericht Duisburg) die Mühle und bauten sie nach einem Brand im Jahr 1924 neu auf. Zur Finanzierung des Neubaus beteiligten sich die Vettern Herrmann und Wilhelm Werhahn aus Neuss bereits 1924 mit 25 % an dem Mühlenwerk. 1935 wurde das Unternehmen in eine offene Beteiligungsgesellschaft umgewandelt. Am 3. Januar 1936 erwarben die Mitgesellschafter Werhahn das Unternehmen vollständig, die Firma wurde geändert in Rheinische Mühlenwerke Herm. & Wilh. Werhahn oHG. Der jüdischen Familie Cohen gelang es, durch die Emigration nach Südamerika die Zeit des Nationalsozialismus zu überleben.
1969 wurde das Duisburger Mühlenwerk stillgelegt, das Unternehmen fusionierte zur Küppers & Werner KG mit Sitz in Duisburg-Homberg. In den alten Gebäuden lagerten aber noch bis 1994 staatliche Getreidereserven. Der Abriss konnte durch eine Bürgerinitiative verhindert werden. Der Masterplan von Foster + Partners für den Innenhafen sah den Erhalt der alten Industrie-, Speicher- und Logistikgebäude vor.
Von 2001 bis 2002 wurde der gesamte Gebäudekomplex (ca. 27.000 m³ umbauter Raum) von der Baugesellschaft Franz Brüggemann im Auftrag der GEBAG für 3,3 Millionen Euro zu Ausstellungsflächen, Büro-, Gastronomieräumen und Arztpraxen umgebaut. Die inzwischen unter Denkmalschutz gestellten Baulichkeiten wurden dazu entweder bis auf die Außenmauern und tragenden Konstruktionen entkernt und neu ausgebaut oder aber komplett abgetragen und in der alten Form neu aufgebaut. Teilweise wurden Gebäude zusammengefasst (westlicher Speicher, Mehlsilo, Sachrutschen), teilweise wurde die Fassade großflächig mit einer abgesetzten Fensterfront unterbrochen (Westfassade im Silobereich).

## Gebäudekomplex
Der Komplex liegt zu beiden Seiten der Speichergracht direkt am Innenhafen. Die Gebäude umfassen 60 Jahre Hafen- und Architekturgeschichte.
1896 wurde der östliche Speicher von den Gebrüdern Cohen erbaut, 1899 der westliche von Ostwald & Levy. Die schlichten Ziegelbauten haben ein Satteldach und sind innen mit Holzständern bzw. mit gusseisernen Stützen ausgebaut. Das Getreide lagerte in Säcken oder lose in Schütten.
Die eigentliche Mühle liegt noch weiter westlich und wurde nach dem Brand des ersten Gebäudes 1924 in Eisenbeton-Skelettbauweise neu errichtet. Die regelmäßige breite Reihung der Fassade ergibt sich durch die innen aufgestellten Batterien von Walzenstühlen.
1934 kamen das Kesselhaus und der Schornstein dazu, 1938 die Werkstatt. 1938 wurde zwischen der Mühle und dem alten Speicher ein neuer Silo aus Beton mit Ziegelverkleidung errichtet. Er konnte maximal 12.000 t Getreide fassen.
1959 erhielt der westliche Speicher als letzten Neubau einen siebengeschossigen Anbau, bestehend aus Mehlsilo und Transportanlagen für Sackrutschen.

## Heutige Nutzung
Das größere der Speichergebäude, heute mit Business-Kontor IN'N Hafen bezeichnet, bietet rund 12.500 m² Bürofläche. Die Gastronomiebetriebe im Erdgeschoss und im alten Sacklager nutzen Außenterrassen an der Speichergracht und den Promenadenbereich zum Hafen inklusive eines dort verankerten Pontons. In der ehemaligen Mühle war zu Beginn das Atlantis Kindermuseum untergebracht, von April 2008 bis 2012 befand sich dort auf ca. 3.500 Quadratmetern Ausstellungsfläche das Legoland Discovery Centre Duisburg. Betreiber waren Josef Kuhr und die In’n Hafen GbR.
Im Frühjahr 2007 erwarb eine australische Fondsgesellschaft den Gebäudekomplex, nutzte und vermietete ihn jedoch nicht.
Am 12. Dezember 2011 ersteigerte Alltours Flugreisen die Werhahnmühle bei einer Zwangsversteigerung am Amtsgericht Duisburg für 17 Mio. Euro. Laut Wertgutachten waren die rund 11.500 m³ Mietflächen auf dem 3.748 m² großen Grundstück 17,1 Mio. Euro wert, dazu kamen noch zwei Stellplatzbereiche mit insgesamt rund 300 Parkplätzen. Alltours nutzt bereits ein Bürogebäude auf der anderen Seite des Innenhafens und will die Flächen in der Werhahnmühle sowohl selbst nutzen als auch an andere Interessenten vermieten. Seit Mai 2013 setzt das Kindermuseum Explorado die Atlantis-Tradition fort.
Seit Oktober 2017 ist in der Werhahnmühle die von der Duisburger Hafen AG gestartete „Innovationsplattform“ Startport beheimatet. In einem einjährigen Accelerator-Programm werden dort gezielt Start-up-Unternehmen mit Logistik-Bezug unterstützt. Dadurch sitzt das KI-Start-up Heuremo seit März 2018 ebenfalls in der Werhahnmühle.